# Шатобриан (округ)
Шатобриан (фр. Châteaubriant) — округ (фр. Arrondissement) во Франции, один из округов в регионе Страна Луары. Департамент округа — Луара Атлантическая. Супрефектура — Шатобриан.
Население округа на 2006 год составляло 115 198 человек. Плотность населения составляет 54 чел./км². Площадь округа составляет всего 2148 км².